# Patrick Mboma
Pour les articles homonymes, voir Mboma.
Patrick Mboma, né le 15 novembre 1970 à Douala (Cameroun), est un footballeur international camerounais.

## Biographie

### Enfance et débuts
À deux ans et demi, Patrick Mboma prend son premier avion avec sa famille depuis Douala, capitale économique du Cameroun, pour la France. A Bondy en Seine-Saint-Denis, en bas de son immeuble, Patrick pousse ses premiers ballons avec ses grands frères Henry et Alain. Avec eux, il fait le bonheur du Stade de l'Est Pavillonnais, bon club de la banlieue parisienne basé aux Pavillons-sous-Bois. Repéré rapidement, Patrick retarde son départ du club en raison de l'esprit convivial du groupe.
À dix-neuf ans, Patrick Mboma effectue enfin le grand saut et intègre le Camp des Loges, base du Paris Saint-Germain. Il intègre tout d'abord l'équipe de Division d'Honneur parisienne puis l'équipe réserve évoluant en Division 3. Entre 1990 et 1992, il inscrit 29 buts en 36 matchs.

### Débuts difficiles au PSG (1992-1997)
Michel Denisot, alors Directeur général du club parisien et président de La Berrichonne de Châteauroux, convainc Patrick Mboma d'aller s'aguerrir quelque temps dans l'Indre. Barré par George Weah, David Ginola, Amara Simba ou encore François Calderaro, Mboma se fait prêter à La Berrichonne de Châteauroux. Après une première saison en D2, le club est relégué en raison de la refonte de la Division 2 qui passe de deux poules de 18 clubs à une poule de 22. Il fait une seconde saison à Châteauroux où il inscrit 17 buts et est champion de France de 3e division en 1994.
Il revient à Paris mais Luis Fernandez, l'entraîneur d'alors, ne lui laisse que peu de chance de s'exprimer. Lors de ses rares occasions, il montre sa percussion et son efficacité, inscrivant deux buts lors du tour préliminaire retour de la C1 contre les Hongrois du Váci FC Samsung. La saison suivante, il est prêté un an au FC Metz. Après un début de saison contrarié par une blessure, il finit fort en remportant la Coupe de la Ligue 1995-1996.
Confiant, il s'en retourne au PSG, le club de son cœur, pour enfin faire décoller sa carrière. Ricardo ne le fait pas plus jouer, il décide de rompre son contrat à l'approche de la Coupe du monde 1998 et s'envole pour le Japon.

### Explosion au Japon avant l'Italie (1997-2002)
Patrick Mboma part pour le Japon avec la seule volonté de réussir. Contrat revu à la hausse, confiance absolue donnée par les dirigeants, il débarque à la pointe du Gamba Osaka dans les meilleures conditions. Vingt-cinq buts en vingt-huit matches, il est élu meilleur joueur du All Star Game après avoir conduit sa modeste équipe à la seconde place du classement après avoir fini second meilleur joueur du championnat 1997 derrière l'intouchable Dunga.
Ses exploits arrivent sur le bureau des dirigeants du Cagliari Calcio où Mboma atterrit à quelques mois du Mondial français qu'il joue en tant que milieu de terrain. Il passe deux ans en Sardaigne à jouer le maintien en inscrivant quinze buts et part pour le Parme FC qui vient de perdre l'Argentin Hernán Crespo. Dans ce club, il y a des stars comme Fabio Cannavaro, Lilian Thuram ou Gianluigi Buffon. Les blessures à répétition, les allers-retours avec sa sélection le bloquent et le pénalisent, il quitte Parme au bout d'une saison et demie.

### Retour vers le Japon pour finir (2002-2005)
Direction l'Angleterre, à Sunderland mais il manque son passage.
Il termine sa carrière en Libye et au Japon.

### En équipe nationale
International camerounais depuis 1995, il dispute la coupe du monde 1998 avec Les Lions Indomptables. 
Mais en 2000, il vit la meilleure période de sa carrière lors de la CAN 2000 qu'il gagne avec le Cameroun. Depuis longtemps dans l’ombre Roger Milla, le Cameroun pose sa patte sur le football continental, et même au-delà. Accompagné du jeune, Samuel Eto’o, Patrick MBOMA s’en va conquérir le monde, lors des Jeux olympiques d'été de 2000 à Sydney. Surprise en début de tournoi, la sélection ajuste tour à tour le Brésil en quarts et l’Espagne en finale. Une année en or pour le footballeur, qui décroche, par la même occasion, le Ballon d’or africain. En bonus son coup de ciseaux retourné en amical contre la France au Stade de France. Il figure alors parmi les 50 éligibles au Ballon d'Or de France Football remporté cette année-là par le Portugais Luís Figo.
Le Cameroun récidive deux ans plus tard, et remporte la CAN 2002 et dispute une Coupe du monde 2002 décevante. Mboma est alors le meilleur buteur en activité du pays, en attendant les exploits de Samuel Eto’o.
En 2004, il prend sa retraite internationale après la CAN 2004 où le Cameroun se fait éliminer en quart de finale. Mais lui termine meilleur buteur de la compétition.

### Reconversion (depuis 2005)
Il signe en octobre 2011 au club du FC Villepreux, commune où il réside, en 2e division de district dans les Yvelines.
Après sa carrière, il devient agent sportif, et devient également au sein de la Fédération camerounaise de football (FECAFOOT) médiateur pour l’équipe nationale. En tant que membre de la CAF il est aussi membres du FAP (Football Advisory Panel) de l'IFAB de la FIFA.
Il occupe des fonctions de consultant pour différents médias français dont RMC. 
Reconverti homme d'affaires, militant pour l'Afrique, il est Directeur Général Adjoint de HOPE FINANCE.
Il porte désormais le nom de Abdoul Djalil à la suite de sa conversion à l’Islam.

## Palmarès

### En club
- Vainqueur de la Coupe de la Ligue en 1996 avec le FC Metz
- Champion de France de Nationale 1 en 1994 avec la LB Châteauroux
- vainqueur de la coupe de France en 1995 le PSG
- vainqueur de la coupe de la ligue en 1995 le PSG

### En Équipe du Cameroun de football
- 56 sélections et 33 buts entre 1995 et 2004
- Vainqueur de la Coupe d'Afrique des Nations en 2000 et 2002
- Champion Olympique en 2000

### Distinctions individuelles
- Élu joueur africain de l'année en 2000
- Meilleur buteur de la CAN en 2002 (3 buts) et en 2004 (4 buts) avec le Cameroun
- Meilleur buteur de la J-League en 1997 (25 buts) avec Gamba Osaka

- Meilleur joueur des jeux olympiques 2000.

## Statistiques

### En club
| Performance en Club | Performance en Club | Performance en Club  | Championnat National | Championnat National | Coupe               | Coupe               | Coupe de la Ligue | Coupe de la Ligue | Continental | Continental | Total | Total |
| Saison              | Club                | Championnat National | App                  | Buts                 | App                 | Buts                | App               | Buts              | App         | Buts        | App   | Buts  |
| France              | France              | France               | Championnat National | Championnat National | Coupe de France     | Coupe de France     | Coupe de la Ligue | Coupe de la Ligue | Europe      | Europe      | Total | Total |
| 1990-91             | Paris SG            | Division 1           | 0                    | 0                    |                     |                     |                   |                   |             |             |       |       |
| 1991-92             | Paris SG            | Division 1           | 0                    | 0                    |                     |                     |                   |                   |             |             |       |       |
| 1992-93             | Châteauroux         | Division 2           | 19                   | 5                    |                     |                     |                   |                   |             |             |       |       |
| 1993-94             | Châteauroux         | National             | 29                   | 17                   |                     |                     |                   |                   |             |             |       |       |
| 1994-95             | Paris SG            | Division 1           | 8                    | 1                    | 2                   | 0                   | 2                 | 1                 | 1           | 2           | 13    | 4     |
| 1995-96             | Metz                | Division 1           | 17                   | 4                    |                     |                     |                   |                   | 5           | 0           | 22    | 4     |
| 1996-97             | Paris SG            | Division 1           | 8                    | 1                    |                     |                     |                   |                   | 3           | 1           | 11    | 2     |
| Japon               | Japon               | Japon                | Championnat National | Championnat National | Coupe de l'Empereur | Coupe de l'Empereur | J. League Cup     | J. League Cup     | Asie        | Asie        | Total | Total |
| 1997                | Gamba Osaka         | J-League             | 28                   | 25                   | 1                   | 0                   | 5                 | 4                 | -           | -           | 34    | 29    |
| 1998                | Gamba Osaka         | J. League 2          | 6                    | 4                    | -                   | -                   | -                 | -                 | -           | -           | 6     | 4     |
| Italie              | Italie              | Italie               | Championnat National | Championnat National | Coppa Italia        | Coppa Italia        |                   |                   | Europe      | Europe      | Total | Total |
| 1998-99             | Cagliari            | Serie A              | 13                   | 7                    |                     |                     |                   |                   |             |             |       |       |
| 1999-00             | Cagliari            | Serie A              | 27                   | 8                    |                     |                     |                   |                   |             |             |       |       |
| 2000-01             | Parme               | Serie A              | 20                   | 5                    |                     |                     |                   |                   | 3           | 1           | 23    | 6     |
| 2001-02             | Parme               | Serie A              | 4                    | 0                    |                     |                     |                   |                   | 2           | 1           | 6     | 1     |
| Angleterre          | Angleterre          | Angleterre           | Championnat National | Championnat National | FA Cup              | FA Cup              | Carling Cup       | Carling Cup       | Europe      | Europe      | Total | Total |
| 2001-02             | Sunderland          | Premier League       | 9                    | 1                    |                     |                     |                   |                   |             |             |       |       |
| Libye               | Libye               | Libye                | Championnat National | Championnat National | Coupe de Libye      | Coupe de Libye      |                   |                   | Afrique     | Afrique     | Total | Total |
| 2002-03             | Al Ittihad Tripoli  | Premier League       | 0                    | 0                    |                     |                     |                   |                   |             |             |       |       |
| Japon               | Japon               | Japon                | Championnat National | Championnat National | Coupe de l'Empereur | Coupe de l'Empereur | J. League Cup     | J. League Cup     | Asie        | Asie        | Total | Total |
| 2003                | Tokyo Verdy         | J-League             | 23                   | 13                   | 3                   | 0                   | 3                 | 3                 | -           | -           | 29    | 16    |
| 2004                | Tokyo Verdy         | J-League             | 12                   | 4                    | -                   | -                   | 5                 | 4                 | -           | -           | 17    | 8     |
| 2004                | Vissel Kobe         | J-League             | 6                    | 2                    | 0                   | 0                   | 0                 | 0                 | -           | -           | 6     | 2     |
| 2005                | Vissel Kobe         | J-League             | 4                    | 0                    | -                   | -                   | 0                 | 0                 | 4           | 0           |       |       |
| Total               | Pays                | Pays                 | Championnat National | Championnat National | Coupe               | Coupe               | Coupe de la Ligue | Coupe de la Ligue | Continental | Continental | Total | Total |
| Total               | France              | France               | 83                   | 28                   |                     |                     |                   |                   |             |             |       |       |
| Total               | Japon               | Japon                | 79                   | 48                   | 4                   | 0                   | 13                | 11                | -           | -           | 96    | 59    |
| Total               | Italie              | Italie               | 67                   | 20                   |                     |                     |                   |                   |             |             |       |       |
| Total               | Angleterre          | Angleterre           | 9                    | 1                    |                     |                     |                   |                   |             |             |       |       |
| Total               | Libye               | Libye                | 0                    | 0                    |                     |                     |                   |                   |             |             |       |       |
| Total               | Carrière Total      | Carrière Total       | 235                  | 97                   |                     |                     |                   |                   |             |             |       |       |

### En sélection
| Année | App | Buts |
| ----- | --- | ---- |
| 1995  | 1   | 0    |
| 1996  | 1   | 1    |
| 1997  | 10  | 6    |
| 1998  | 8   | 1    |
| 1999  | 4   | 3    |
| 2000  | 9   | 9    |
| 2001  | 9   | 4    |
| 2002  | 10  | 5    |
| 2003  | 1   | 0    |
| 2004  | 4   | 4    |
| Total | 57  | 33   |

## Décorations
- Chevalier de l'ordre de la Valeur